# شيرلي آن غراو
شيرلي آن غراو (بالإنجليزية: Shirley Ann Grau)‏ (8 يوليو 1929، نيو أورلينز في الولايات المتحدة)؛ كاتِبة وروائية أمريكية.

## الجوائز
- جائزة بوليتزر عن فئة الأعمال الخيالية

## روابط خارجية
- شيرلي آن غراو على موقع IMDb (الإنجليزية)
- شيرلي آن غراو على موقع الموسوعة البريطانية (الإنجليزية)
- شيرلي آن غراو على موقع إن إن دي بي (الإنجليزية)